# Mathijs Lagerberg
Mathijs Lagerberg (Baarn, 29 mei 1985) is de striptekenaar van de biwekelijkse webstrip Jurre & Sip.
Zijn eerste cartoons verschenen begin 2004 op zijn website en waren gericht op de actualiteit. Inmiddels is de vorm veranderd naar stripvorm en zijn er pockets gedrukt.

## Strips
- Jurre & Sip Pocket #1